# Joyful voice
Joyful Voice - krakowski chór gospel, działający od 2002 roku, obecnie przy Domu Kultury "Dom Harcerza"

## Historia
Joyful Voice został założony w 2002 roku. Dyrygenturę objęła Aleksandra Slawik, absolwentka Akademii Muzycznej w Katowicach, która do dziś prowadzi chór.  
Wykonywana przez chór muzyka to gospel - wywodząca się z pieśni religijnych czarnoskórych niewolników muzyka, zawierająca zarówno dynamiczne jak i bardzo spokojne utwory o charakterze hymnów czy psalmów.  Większość pieśni wykonywanych jest w języku angielskim. 
Początkowo śpiewowi towarzyszył jedynie fortepian, obecnie chór wspierany jest przez zespół muzyków, grających na instrumentach klawiszowych, gitarach, perkusji czy saksofonie. 

## Dyskografia
- 2005 - Joyful Voice - Live[3]
  - Now Let Us Sing
  - This could be the day
  - Send it on down
  - God is a good God
  - Lord Your are good
  - I almost let go
  - I’m gonna wait
  - Revelation
  - Hold on, help is on the way
  - None but the righteous
  - Glory to glory
  - More than enough